# Nupserha leroyi
Nupserha leroyi är en skalbaggsart som beskrevs av Stefan von Breuning 1952. Nupserha leroyi ingår i släktet Nupserha och familjen långhorningar. Inga underarter finns listade i Catalogue of Life.